# Jaderná elektrárna Genkai
Jaderná elektrárna Genkai (japonsky 玄海原子力発電所, Genkai genširjoku hacudenšo) je provozní jaderná elektrárna v Japonsku. Leží poblíž města Genkai v prefektuře Saga. Elektrárna je provozována a vlastněna společností Kyūshū Electric Power Company. Areál elektrárny se rozkládá na rozloze 0,87 kilometrů čtverečních. Ke chlazení jaderné elektrárny slouží voda z Korejského průlivu.

## Historie a technické informace
Záměr na výstavbu jaderné elektrárny v prefektuře Saga u města Genkai byl oznámen v červnu 1968. Povolení k výstavbě prvního bloku bylo příslušnými úřady uděleno v prosinci 1970 a samotné přípravy na výstavbu prvního tlakovodního reaktoru o hrubém výkonu 559 MW započala v březnu 1971. První z bloků byl přifázován k síti 14. února 1975 a do komerčního provozu přešel 15. října 1975.
Povolení na výstavbu druhého bloku identického typu bylo přiděleno v lednu 1976. Jeho výstavba započala již v červnu téhož roku. Ještě před jeho spuštěním byly oznámeny plány na celkové rozšíření jaderné elektrárny Genkai na 4 bloky. Blok č. 2 dosáhl kritičnosti v květnu 1980, k síti byl připojen 3. června 1980 a jeho komerční provoz započal dnem 30. března 1981.
V říjnu 1984 bylo uděleno povolení k výstavbě dalších dvou bloků tlakovodní koncepce se čtyřmi primárními smyčkami a hrubým výkonem 1180 MW každý. Jejich výstavba započala dny 1. června 1988 a 15. července 1992. Třetí blok byl připojen k síti 15. června 1993 a čtvrtý 12. listopadu 1996. Komerční provoz zahájily 18. března 1994 a 25. července 1997. Všechny reaktory používají jako palivo nízko obohacený uran 235 na 3 až 4 %.

### Zemětřesení a tsunami v Tóhoku 2011
Na začátku roku 2011 byly bloky 2 a 3 odstaveny z důvodu běžné údržby. Po zemětřesení v Tóhoku Kyūshū Electric dobrovolně požádala o opětovné schválení u města Genkai a prefektury Saga, aby se ujistila, že proti opětovnému zapnutí reaktorů nebudou žádné námitky. Jednání se však protáhla o několik měsíců oproti normální délce odstávky. Protože bloky 2 a 3 nebyly v létě restartovány, očekávalo se, že Kjúšú bude mít deficit elektřiny a bude schopno pokrýt pouze 85 % svých běžných letních potřeb elektrické energie.
Dne 9. prosince 2011 byla zjištěna netěsnost v chladicím systému reaktoru č. 3. Poté, co byl únik odhalen, Kyūshū Electric nedokázala v plném rozsahu nahlásit problémy místním úřadům. Byla zmíněna pouze porucha čerpadel v systému pro reaktor č. 3.
Od září 2012 usilovala prefektura Saga o to, aby byly reaktory jaderné elektrárny Genkai po 40 letech provozu trvale vyřazeny, což znamená, že reaktor 1 měl být uzavřen rokem 2015.
V únoru 2019 společnost Kyūshū Electric Power Company oznámila, že blok 2 bude vyřazen z provozu ještě před vypršením životnosti reaktoru 40 let, které mělo nastat v roce 2021 a to společně s blokem 1. Ani jeden z nich nebyl v provozu od roku 2011.

### Znovuspuštění bloků 3 a 4
Dne 19. ledna 2017 obdržely bloky 3 a 4 od příslušného úřadu potvrzení o splnění nových regulačních norem. Dne 23. března 2018 byl blok 3 znovu spuštěn po sedmi letech mimo provoz. Reaktor byl opět krátce odstaven o týden později kvůli úniku páry. Podle majitele a provozovatele elektrárny Kyūshū Electric Power Company nedošlo k žádnému radioaktivnímu znečištění. Reaktor byl znovu spuštěn 18. dubna. 4. blok byl znovu spuštěn v červnu 2018.

## Informace o reaktorech
| Reaktor  | Typ reaktoru    | Výkon   | Výkon   | Zahájení výstavby | Připojení k síti | Uvedení do provozu | Uzavření    |
| Reaktor  | Typ reaktoru    | Čistý   | Hrubý   | Zahájení výstavby | Připojení k síti | Uvedení do provozu | Uzavření    |
| -------- | --------------- | ------- | ------- | ----------------- | ---------------- | ------------------ | ----------- |
| Genkai-1 | Mitsubishi M212 | 529 МW  | 559 МW  | 15. 9. 1971       | 14. 2. 1975      | 15. 10. 1975       | 27. 4. 2015 |
| Genkai-2 | Mitsubishi M212 | 529 МW  | 559 МW  | 1. 2. 1977        | 3. 6. 1980       | 30. 3. 1981        | 9. 4. 2019  |
| Genkai-3 | Mitsubishi M412 | 1127 МW | 1180 МW | 1. 6. 1988        | 15. 6. 1993      | 18. 3. 1994        |             |
| Genkai-4 | Mitsubishi M412 | 1127 МW | 1180 МW | 15. 7. 1992       | 12. 11. 1996     | 25. 7. 1997        |             |